# يوسف أيوب خان
يوسف أيوب خان (بالإنجليزية: Yousuf Ayub Khan)‏ هو شخصية أعمال وسياسي باكستاني، ولد في 1961. حزبياً، نشط في حركة الإنصاف الباكستانية.